# Rauvolfia grandiflora
Rauvolfia grandiflora är en oleanderväxtart som beskrevs av Carl Friedrich Philipp von Martius och A.Dc.. Rauvolfia grandiflora ingår i släktet Rauvolfia och familjen oleanderväxter. Inga underarter finns listade i Catalogue of Life.